# Újezd (Olomouc)
Újezd é uma comuna checa localizada na região de Olomouc, distrito de Olomouc.